# 鳴尾記念
鳴尾記念（なるおきねん）は、日本中央競馬会（JRA）が阪神競馬場で施行する中央競馬の重賞競走（GIII）である。競馬番組表での名称は「農林水産省賞典 鳴尾記念（のうりんすいさんしょうしょうてん なるおきねん）」と表記している。
競走名の「鳴尾」は、1907年に関西競馬倶楽部が兵庫県武庫郡鳴尾村（現在の西宮市）に建設した鳴尾競馬場（1937年に「阪神競馬場」と改称、1943年閉鎖）に由来する。現在地の阪神競馬場は、1949年に竣工した。
正賞は農林水産大臣賞。

## 概要

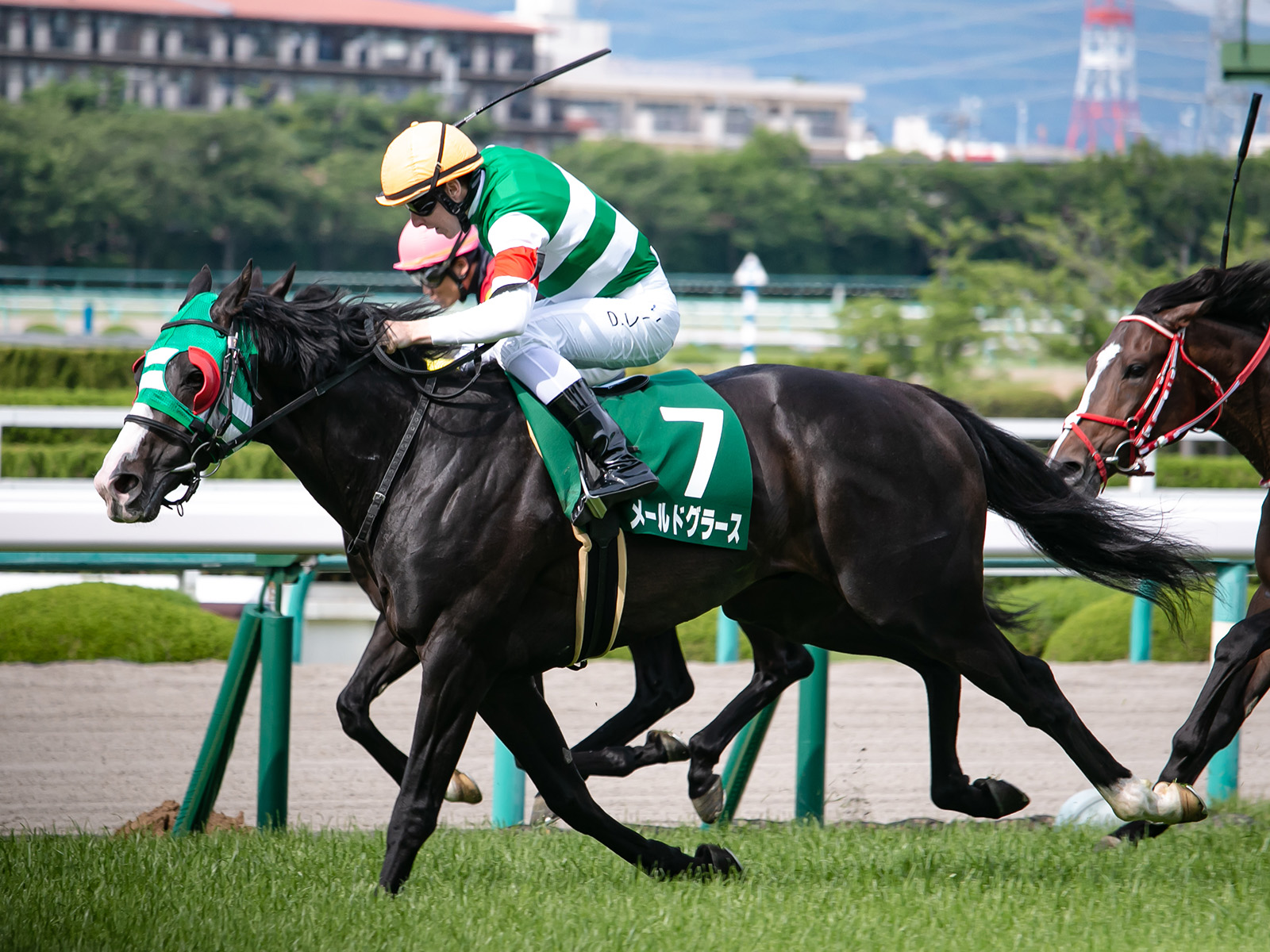
第72回鳴尾記念（優勝馬：メールドグラース）

1951年にハンデキャップの重賞として阪神競馬場の芝2400mで創設され、春（6月）と秋（12月）に年2回施行されていたが、1954年より年1回の施行となった。グレード制導入後はGIIに格付けされたが、施行時期・距離・競走条件ともに幾度かの変遷を経ている。1997年からは6月に芝2000mで国際競走として施行、宝塚記念の前哨戦とされた。2000年からは12月に移設され、地方所属馬の出走が可能になった一方で国際競走ではなくなり、格付けもGIIIに変更された。2006年からは芝1800mに変更となり、再び国際競走に指定。2012年より施行時期が6月に再度変更、距離も芝2000mとなった。2025年より施行時期を12月に再度変更されるとともに、距離も芝1800mとなる。

### 競走条件
以下の内容は、2025年現在のもの。
出走資格：サラ系3歳以上
- JRA所属馬（外国産馬含む）
- 地方競馬所属馬（認定馬のみ、2頭まで）
- 外国調教馬（優先出走）

負担重量：別定
- 3歳56kg（11月に施行される場合は55kg）、4歳以上57kg、牝馬2kg減
  - 2024年11月30日以降のGI競走（牝馬限定競走を除く）1着馬3kg増、牝馬限定GI競走またはGII競走（牝馬限定競走を除く）1着馬2kg増、牝馬限定GII競走またはGIII競走（牝馬限定競走を除く）1着馬1kg増
  - 2024年11月29日以前のGI競走（牝馬限定競走を除く）1着馬2kg増（2歳時の成績を除く）、牝馬限定GI競走またはGII競走（牝馬限定競走を除く）1着馬1kg増

### 賞金
2023年の1着賞金は4300万円で、以下2着1700万円、3着1100万円、4着650万円、5着430万円。

## 歴史
- 1951年 - 5歳以上の馬による重賞競走として、年2回制で創設。春・秋ともにハンデキャップで、阪神競馬場の芝2400mで施行[7]。
- 1953年 - 負担重量を別定に変更。
- 1954年
  - 年1回制に変更[7]。
  - 出走条件を4歳以上に変更。
- 1955年
  - 名称を「農林省賞典 鳴尾記念」に変更（ただし、1957年を除く）。
  - 出走条件を5歳以上に変更。
  - 負担重量をハンデキャップに変更。
- 1979年 - 名称を「農林水産省賞典 鳴尾記念」に変更。
- 1984年 - グレード制施行によりGII[注 1]に格付け。
- 1987年 - 出走条件を4歳以上に変更。
- 1997年
  - 負担重量を別定に変更。
  - 国際競走に指定され、外国調教馬が4頭まで出走可能となる（1999年まで）[2]。
- 2000年
  - GIII[注 1]に格下げ。
  - 負担重量をハンデキャップに変更。
  - 特別指定交流競走に指定され、地方競馬所属馬が2頭まで出走可能となる[2]。
- 2001年 - 馬齢表示の国際基準への変更に伴い、出走条件を「3歳以上」に変更[2]。
- 2006年
  - 負担重量を別定に変更[9]。
  - 国際競走に再び指定され、外国調教馬が5頭まで出走可能となる[9]。
- 2007年 - 日本のパートI国昇格に伴い、外国調教馬の出走枠が9頭に拡大[10]。
- 2012年 - 負担重量を別定に変更[11]。
- 2020年 - COVID-19の流行により「無観客競馬」として開催[12]。
- 2021年 - 京都競馬場の改修工事に伴う開催日割の変更のため中京競馬場で施行[13]。このため、出走可能頭数が18頭に変更される（2022年も同様）。
- 2024年 ｰ 阪神競馬場リフレッシュ工事に伴う開催日割の変更のため京都競馬場で施行[14]。このため、出走可能頭数が18頭に変更される。
- 2025年 ｰ 施行時期が再び12月に、施行距離も再び芝1800mにそれぞれ変更予定。

### 歴代優勝馬
コース種別を表記していない距離は、芝コースを表す。
優勝馬の馬齢は、2000年以前も現行表記に揃えている。
第6回までは年2回制、第7回以降は年1回制。
| 回数   | 施行日         | 競馬場 | 距離      | 優勝馬             | 性齢  | タイム   | 優勝騎手   | 管理調教師 | 馬主                                 |
| ------ | -------------- | ------ | --------- | ------------------ | ----- | -------- | ---------- | ---------- | ------------------------------------ |
| 第1回  | 1951年6月10日  | 阪神   | 2400m     | タカクラヤマ       | 牡4   | 2:31 3/5 | 橋田俊三   | 伊藤正四郎 | 平島五郎                             |
| 第3回  | 1952年6月8日   | 阪神   | 2400m     | ヒロホマレ         | 牡4   | 2:33 2/5 | 佐藤勇     | 柏谷富衛   | 関兵五郎                             |
| 第5回  | 1953年6月7日   | 阪神   | 2200m     | クインナルビー     | 牝4   | 2:21 4/5 | 境勝太郎   | 石門虎吉   | 高橋虎男                             |
| 第7回  | 1954年6月20日  | 阪神   | 2200m     | ロイヤルウツド     | 牡4   | 2:22 2/5 | 近藤武夫   | 伊藤勝吉   | 永田雅一                             |
| 第8回  | 1955年5月22日  | 阪神   | 2200m     | ロイヤルウツド     | 牡5   | 2:18 1/5 | 清田十一   | 伊藤勝吉   | 永田雅一                             |
| 第9回  | 1956年7月8日   | 阪神   | 2200m     | セカイオー         | 牡4   | 2:15 1/5 | 島崎宏     | 加藤清一   | 吉木三郎                             |
| 第10回 | 1957年6月9日   | 阪神   | 2400m     | セカイオー         | 牡5   | 2:30 1/5 | 島崎宏     | 加藤清一   | 吉木三郎                             |
| 第11回 | 1958年6月1日   | 阪神   | 2400m     | セカイオー         | 牡6   | 2:33 1/5 | 島崎宏     | 加藤清一   | 吉木三郎                             |
| 第12回 | 1959年6月7日   | 中京   | 砂2400m   | カツラシユウホウ   | 牡5   | 2:34 2/5 | 蛯名武五郎 | 藤本冨良   | 牧市太郎                             |
| 第13回 | 1960年6月5日   | 阪神   | 2400m     | トキツヒロ         | 牡4   | 2:29.0   | 大根田裕也 | 大久保房松 | 伊藤忠雄                             |
| 第14回 | 1961年6月23日  | 阪神   | 2400m     | シーザー           | 牡4   | 2:30.3   | 伊藤修司   | 伊藤勝吉   | 伊藤由五郎                           |
| 第15回 | 1962年6月10日  | 阪神   | 2400m     | グレイトスタン     | 牡5   | 2:37.6   | 宇田明彦   | 星川泉士   | 日高角右衛門                         |
| 第16回 | 1963年6月9日   | 阪神   | 2400m     | リユウフオーレル   | 牡4   | 2:30.0   | 宮本悳     | 橋本正晴   | 三好笑子                             |
| 第17回 | 1964年6月7日   | 阪神   | 2400m     | ゴウカイ           | 牡5   | 2:30.1   | 栗田勝     | 武田文吾   | 伊藤由五郎                           |
| 第18回 | 1965年6月6日   | 阪神   | 2400m     | バリモスニセイ     | 牡4   | 2:30.6   | 諏訪真     | 諏訪佐市   | 小杉咲枝                             |
| 第19回 | 1966年6月5日   | 京都   | 2400m     | エイトクラウン     | 牝4   | 2:32.8   | 内藤繁春   | 田中康三   | 山口昇                               |
| 第20回 | 1967年6月4日   | 阪神   | 2400m     | アポオンワード     | 牡4   | 2:28.5   | 栗田勝     | 武田文吾   | 樫山（株）                           |
| 第21回 | 1968年6月16日  | 阪神   | 2400m     | ヤマピット         | 牝4   | 2:33.0   | 池江泰郎   | 浅見国一   | 小林信夫                             |
| 第22回 | 1969年6月29日  | 京都   | 2400m     | ファインローズ     | 牝4   | 2:39.1   | 高橋成忠   | 坪重兵衛   | 吉田久博                             |
| 第23回 | 1970年6月21日  | 阪神   | 2400m     | ニューキミノナハ   | 牡4   | 2:35.5   | 高橋成忠   | 庄野穂積   | 岡山信一                             |
| 第24回 | 1971年3月21日  | 阪神   | 2400m     | タマホープ         | 牡4   | 2:29.9   | 清水久雄   | 増本勇     | 増本孝一                             |
| 第25回 | 1972年4月2日   | 阪神   | 2400m     | フイドール         | 牡4   | 2:31.2   | 武田博     | 武田文吾   | 小原菊枝                             |
| 第26回 | 1973年4月1日   | 阪神   | 2400m     | シンザンミサキ     | 牡4   | 2:28.1   | 久保敏文   | 久保道雄   | 宮本貞雄                             |
| 第27回 | 1974年3月31日  | 阪神   | 2400m     | ストロングエイト   | 牡5   | 2:30.2   | 中島啓之   | 奥平真治   | （有）ハイランド牧場                 |
| 第28回 | 1975年3月30日  | 阪神   | 2400m     | ナオキ             | 牡6   | 2:27.1   | 佐々木昭次 | 田中康三   | 桜山ホース（株）                     |
| 第29回 | 1976年3月28日  | 阪神   | 2400m     | タイホウヒーロー   | 牡4   | 2:30.0   | 高橋成忠   | 曽場広作   | 大岩貴                               |
| 第30回 | 1977年3月27日  | 阪神   | 2400m     | テンポイント       | 牡4   | 2:32.6   | 鹿戸明     | 小川佐助   | 高田久成                             |
| 第31回 | 1978年3月26日  | 阪神   | 2400m     | エリモジョージ     | 牡6   | 2:27.5   | 福永洋一   | 大久保正陽 | 山本慎一                             |
| 第32回 | 1979年3月25日  | 阪神   | 2400m     | キャプテンナムラ   | 牡4   | 2:32.2   | 田島良保   | 坂口正大   | 奈村信重                             |
| 第33回 | 1980年3月23日  | 阪神   | 2400m     | リンドプルバン     | 牡4   | 2:29.9   | 田原成貴   | 見上恒芳   | （株）デルマークラブ                 |
| 第34回 | 1981年3月22日  | 阪神   | 2500m     | ハシクランツ       | 牡5   | 2:40.9   | 柴田光陽   | 内藤繁春   | （株）シンザンクラブ                 |
| 第35回 | 1982年4月18日  | 阪神   | 2500m     | マルブツウイナー   | 牡7   | 2:34.6   | 加用正     | 瀬戸口勉   | 大沢毅                               |
| 第36回 | 1983年4月17日  | 阪神   | 2500m     | キョウエイアセント | 牡4   | 2:38.5   | 田島信行   | 工藤嘉見   | 松岡正雄                             |
| 第37回 | 1984年3月11日  | 阪神   | 2500m     | ハシローディー     | 牡5   | 2:34.9   | 村本善之   | 福永甲     | （株）シンザンクラブ                 |
| 第38回 | 1985年3月10日  | 阪神   | 2500m     | ニシノライデン     | 牡4   | 2:35.7   | 伊藤清章   | 伊藤修司   | 西山正行                             |
| 第39回 | 1986年3月9日   | 阪神   | 2500m     | ロンスパーク       | 牡4   | 2:36.0   | 的場均     | 大久保洋吉 | 大原詔宏                             |
| 第40回 | 1987年12月6日  | 阪神   | 2500m     | タマモクロス       | 牡3   | 2:33.0   | 南井克巳   | 小原伊佐美 | タマモ（株）                         |
| 第41回 | 1988年12月4日  | 阪神   | 2500m     | ヤエノムテキ       | 牡3   | 2:33.1   | 西浦勝一   | 荻野光男   | （株）富士                           |
| 第42回 | 1989年12月3日  | 阪神   | 2500m     | ミスターシクレノン | 牡4   | 2:31.5   | 松永幹夫   | 小林稔     | 藤立啓一                             |
| 第43回 | 1990年12月2日  | 京都   | 2400m     | カチウマホーク     | 牡4   | 2:25.8   | 岡部幸雄   | 柄崎義信   | 島崎龍五郎                           |
| 第44回 | 1991年12月8日  | 阪神   | 2500m     | ナイスネイチャ     | 牡3   | 2:36.3   | 松永昌博   | 松永善晴   | 豊嶌正雄                             |
| 第45回 | 1992年12月13日 | 阪神   | 2500m     | タケノベルベット   | 牝3   | 2:39.1   | 藤田伸二   | 小林稔     | 武岡大佶                             |
| 第46回 | 1993年12月11日 | 阪神   | 2500m     | ルーブルアクト     | 牡5   | 2:36.3   | 清山宏明   | 小原伊佐美 | （株）ヒダカ・ブリーダーズ・ユニオン |
| 第47回 | 1994年12月10日 | 阪神   | 2500m     | スターマン         | 牡3   | 2:33.3   | 藤田伸二   | 長浜博之   | 誓山正伸                             |
| 第48回 | 1995年12月9日  | 阪神   | 2500m     | カネツクロス       | 牡4   | 2:31.3   | 的場均     | 堀井雅広   | カネツ競走馬（株）                   |
| 第49回 | 1996年12月7日  | 阪神   | 2500m     | マルカダイシス     | 牡3   | 2:33.8   | 熊沢重文   | 内藤繁春   | 河長産業（株）                       |
| 第50回 | 1997年6月15日  | 阪神   | 2000m     | バブルガムフェロー | 牡4   | 2:01.4   | 岡部幸雄   | 藤沢和雄   | （有）社台レースホース               |
| 第51回 | 1998年6月21日  | 阪神   | 2000m     | サンライズフラッグ | 牡4   | 2:03.6   | 安田康彦   | 安田伊佐夫 | （株）松岡                           |
| 第52回 | 1999年6月20日  | 阪神   | 2000m     | スエヒロコマンダー | 牡4   | 2:02.5   | 藤田伸二   | 松元茂樹   | （株）みどり住宅                     |
| 第53回 | 2000年12月10日 | 阪神   | 2000m     | ダイタクリーヴァ   | 牡3   | 1:59.3   | 松永幹夫   | 橋口弘次郎 | （有）太陽ファーム                   |
| 第54回 | 2001年12月9日  | 阪神   | 2000m     | メイショウオウドウ | 牡6   | 1:59.8   | 飯田祐史   | 飯田明弘   | 松本好雄                             |
| 第55回 | 2002年12月8日  | 阪神   | 2000m     | イブキガバメント   | 牡6   | 1:59.5   | 河内洋     | 橋口弘次郎 | （有）伊吹                           |
| 第56回 | 2003年12月14日 | 阪神   | 2000m     | ウインブレイズ     | 牡6   | 2:00.0   | 木幡初広   | 宗像義忠   | （株）ウイン                         |
| 第57回 | 2004年12月12日 | 阪神   | 2000m     | サクラセンチュリー | 牡4   | 2:00.7   | 佐藤哲三   | 佐々木晶三 | （株）さくらコマース                 |
| 第58回 | 2005年12月11日 | 阪神   | 2000m     | メジロマントル     | 牡8   | 2:01.6   | 吉田豊     | 大久保洋吉 | メジロ商事（株）                     |
| 第59回 | 2006年12月9日  | 阪神   | 外・1800m | サクラメガワンダー | 牡3   | 1:46.9   | O.ペリエ   | 友道康夫   | （株）さくらコマース                 |
| 第60回 | 2007年12月8日  | 阪神   | 外・1800m | ハイアーゲーム     | 牡6   | 1:47.5   | 藤岡佑介   | 大久保洋吉 | 臼田浩義                             |
| 第61回 | 2008年12月6日  | 阪神   | 外・1800m | サクラメガワンダー | 牡5   | 1:46.0   | 福永祐一   | 友道康夫   | （株）さくらコマース                 |
| 第62回 | 2009年12月5日  | 阪神   | 外・1800m | アクシオン         | 牡6   | 1:46.5   | 藤田伸二   | 二ノ宮敬宇 | 中田徹                               |
| 第63回 | 2010年12月4日  | 阪神   | 外・1800m | ルーラーシップ     | 牡3   | 1:44.9   | 岩田康誠   | 角居勝彦   | （有）サンデーレーシング             |
| 第64回 | 2011年12月3日  | 阪神   | 外・1800m | レッドデイヴィス   | セン3 | 1:45.6   | M.デムーロ | 音無秀孝   | （株）東京ホースレーシング           |
| 第65回 | 2012年6月2日   | 阪神   | 2000m     | トゥザグローリー   | 牡5   | 2:00.1   | 福永祐一   | 池江泰寿   | （有）キャロットファーム             |
| 第66回 | 2013年6月1日   | 阪神   | 2000m     | トウケイヘイロー   | 牡4   | 1:58.9   | 武豊       | 清水久詞   | 木村信彦                             |
| 第67回 | 2014年6月7日   | 阪神   | 2000m     | エアソミュール     | 牡5   | 1:59.1   | 戸崎圭太   | 角居勝彦   | （株）ラッキーフィールド             |
| 第68回 | 2015年6月6日   | 阪神   | 2000m     | ラブリーデイ       | 牡5   | 1:58.8   | 岩田康誠   | 池江泰寿   | 金子真人ホールディングス（株）       |
| 第69回 | 2016年6月4日   | 阪神   | 2000m     | サトノノブレス     | 牡6   | 1:57.6   | 川田将雅   | 池江泰寿   | 里見治                               |
| 第70回 | 2017年6月3日   | 阪神   | 2000m     | ステイインシアトル | 牡6   | 1:59.4   | 武豊       | 池江泰寿   | 青芝商事（株）                       |
| 第71回 | 2018年6月2日   | 阪神   | 2000m     | ストロングタイタン | 牡5   | 1:57.2   | M.デムーロ | 池江泰寿   | （有）シルクレーシング               |
| 第72回 | 2019年6月1日   | 阪神   | 2000m     | メールドグラース   | 牡4   | 1:59.6   | D.レーン   | 清水久詞   | （有）キャロットファーム             |
| 第73回 | 2020年6月6日   | 阪神   | 2000m     | パフォーマプロミス | 牡8   | 2:00.1   | 福永祐一   | 藤原英昭   | （有）サンデーレーシング             |
| 第74回 | 2021年6月5日   | 中京   | 2000m     | ユニコーンライオン | 牡5   | 2:00.7   | 坂井瑠星   | 矢作芳人   | ライオンレースホース（株）           |
| 第75回 | 2022年6月4日   | 中京   | 2000m     | ヴェルトライゼンデ | 牡5   | 1:57.7   | D.レーン   | 池江泰寿   | （有）サンデーレーシング             |
| 第76回 | 2023年6月3日   | 阪神   | 2000m     | ボッケリーニ       | 牡7   | 1:59.1   | 浜中俊     | 池江泰寿   | 金子真人ホールディングス（株）       |
| 第77回 | 2024年6月1日   | 京都   | 2000m     | ヨーホーレイク     | 牡6   | 1:57.2   | 岩田望来   | 友道康夫   | 金子真人ホールディングス(株)         |
| 第78回 | 2025年12月6日  | 阪神   | 外・1800m |                    |       |          |            |            |                                      |

## 鳴尾記念（秋）
前述の通り、1953年までは年2回施行され、秋の競走も行われていた。

### 鳴尾記念（秋）歴代優勝馬
コース種別を記載していない距離は、芝コースを表す。
優勝馬の馬齢は、現行表記に揃えている。
| 回数  | 施行日         | 競馬場 | 距離  | 優勝馬         | 性齢 | タイム   | 優勝騎手 | 管理調教師 | 馬主     |
| ----- | -------------- | ------ | ----- | -------------- | ---- | -------- | -------- | ---------- | -------- |
| 第2回 | 1951年12月16日 | 阪神   | 2400m | トラツクオー   | 牡3  | 2:33 3/5 | 小林稔   | 久保田金造 | 岩本政一 |
| 第4回 | 1952年12月28日 | 阪神   | 1800m | クインナルビー | 牝3  | 1:54 0/5 | 境勝太郎 | 石門虎吉   | 高橋虎男 |
| 第6回 | 1953年12月27日 | 阪神   | 2200m | ボストニアン   | 牡3  | 2:17 0/5 | 梅内慶蔵 | 増本勇     | 岡本治一 |